# Ulrich Mühe
Friedrich Hans Ulrich Mühe (Grimma, 20 de junho de 1953 — Walbeck, 22 de julho de 2007) foi um ator alemão de teatro e cinema que teve como seu papel mais relevante a atuação no filme ganhador do prêmio Oscar de melhor filme estrangeiro em 2007 Das Leben der Anderen.
É pai da atriz Anna Maria Mühe.
Faleceu aos 54 anos em 22 de julho de 2007 vítima de câncer de estômago.

## Filmografia
- 1984: Die Poggenpuhls
- 1984: Hälfte des Lebens
- 1986: Das Buschgespenst
- 1987: Sansibar oder der letzte Grund
- 1987: Die erste Reihe - Bilder aus dem Berliner Widerstand
- 1988: Späte Ankunft
- 1988: Polizeiruf 110, episódio 124: Flüssige Waffe (série de televisão)
- 1989: Das Spinnennetz
- 1989: Die gläserne Fackel
- 1989: Hard Days – Hard Nights
- 1989: Sehnsucht
- 1989: IMAGO (curta metragem)
- 1990: Der kleine Herr Friedemann
- 1991: Schtonk!
- 1991: Jugend ohne Gott
- 1991: Ende der Unschuld
- 1992: Das tödliche Auge
- 1992: Benny’s Video
- 1992: Wehner – die unerzählte Geschichte
- 1993: Heiße Diamanten da série Zwei Supertypen in Miami
- 1993: Das letzte U-Boot
- 1995: Nikolaikirche
- 1995: Tödliches Schweigen
- 1996: Rennschwein Rudi Rüssel

- 1996: Das Schloss
- 1996: Engelchen
- 1997: Peanuts – die Bank zahlt alles
- 1997: Sieben Monde
- 1997: Funny Games
- 1997: Der Blaue
- 1997: Todesengel
- 1998: Straight Shooter
- 1998: Feuerreiter
- 1998: Der letzte Zeuge (ZDF) até sua morte (série de televisão)
- 1999: Einfach raus
- 1999: Tatort, episódio 414: Traumhaus (série de televisão)
- 2000: Goebbels und Geduldig
- 2002: Im Schatten der Macht
- 2002: Der Stellvertreter
- 2002: Hunger auf Leben
- 2003: Alles Samba
- 2003: Spy Sorge (Japan)
- 2004: Hamlet X
- 2005: Schneeland
- 2006: Das Geheimnis von St. Ambrose
- 2006: Das Leben der Anderen
- 2006: Peer Gynt
- 2007: Mein Führer – Die wirklich wahrste Wahrheit über Adolf Hitler